# Les Poupées (film)
Pour les articles homonymes, voir Les Poupées.
Pour plus de détails, voir Fiche technique et Distribution.
Les Poupées (Le bambole) est un film à sketches italien en noir et blanc sorti en 1965.
C'est une comédie satirique purement italienne composée de quatre films :
1. Le Coup de téléphone, réalisé par Dino Risi d'après le scénario de Rodolfo Sonego, avec Virna Lisi et Nino Manfredi ;
2. La Soupe, réalisé par Franco Rossi, scénario de Rodolfo Sonego et Steno, avec Monica Vitti et Orazio Orlando ;
3. Le Traité de génétique, réalisé par Luigi Comencini, avec Elke Sommer et Maurizio Arena ;
4. Monseigneur Cupidon, réalisé par Mauro Bolognini d'après le scénario de Leo (Leonardo) Benvenuti et Piero De Bernardi, avec Gina Lollobrigida, Akim Tamiroff et Jean Sorel.

## Synopsis
1. Giorgio et Luisa (Virna Lisi) sont de jeunes époux passionnément amoureux. Par une chaude après-midi d'été, Giorgio essaie de convaincre sa femme de faire l'amour avec lui, mais voilà ses approches interrompues par un coup de téléphone de sa belle-mère. Luisa, malgré les protestations de Giorgio, s’éternise dans une conversation avec sa mère, passant de sujets sans intérêt à des coups de colère (et la discussion téléphonique nous permet de savoir la piètre opinion que la belle-mère a de son gendre). Giorgio repère dans l'immeuble d’en face la nouvelle locataire, une ragazza plantureuse et, à ce qu’il a entendu dire, tout à fait décomplexée, et le voilà qui prétend être un vendeur d'encyclopédies pour pénétrer chez elle. Sans se rendre compte de rien, Luisa s’éternise au téléphone...
2. Giovanna (Monica Vitti), une belle jeune femme, veut se débarrasser de son mari, Alfonso, un homme brutal, vieux et laid, avec lequel elle vit dans une baraque, si bien qu’elle envisage de le tuer en le jetant dans un canal après quoi elle refera sa vie. Elle confie d’abord le travail à un vieux chauffeur de camion qui n’y arrive pas ; elle engage alors des tueurs professionnels qui s’être bien fait payer d’avance y arrivent encore moins ; l'amant de Giovanna lui-même se jette par erreur dans le canal au lieu d'Alfonso, et c’est par miracle que la femme se sauve. Voilà Giovanna bien forcée de retourner comme d’habitude manger la soupe avec son mari et obligée de supporter les bruits désagréables qu'il produit quand il la déglutit.
3. Ayant lu un traité de génétique, Ulla (Elke Sommer), une jeune Allemande, se rend à Rome pour chercher le futur père parfait de son enfant. Mais elle compte s'arrêter là car elle ne croit ni à l'amour ni au sentiment, elle ne veut pas se marier afin de ne pas perdre son indépendance; elle veut simplement avoir un enfant avec un exemplaire parfait d'homme latin. C'est pourquoi elle passe un certain temps à Rome, pour soumettre tous les hommes qu'elle rencontre aux examens les plus variés. Elle finira tout de même par se marier avec son chauffeur dont elle tombera amoureuse, un homme bien gentil mais vraiment éloigné de ses idéaux physiques et intellectuels, si bien qu’elle deviendra une mère de famille italienne tout à fait comme les autres.
4. Un monsignore vénitien (Akim Tamiroff) se rend à une conférence à Rome en compagnie de son neveu Vincenzo (Jean Sorel), un beau jeune homme timide qui travaille comme secrétaire de son oncle. Dans l'hôtel où ils logent, Béatrice (Gina Lollobrigida), la femme du propriétaire, s’entiche de ce garçon et fait tout pour le séduire, mais Vincenzo semble indifférent à son charme. Béatrice, pour qu’il la remarque enfin, va se plaindre énergiquement auprès du monsignore que son neveu la harcèlerait. Vincenzo reste d'abord déconcerté devant les remontrances de son oncle, mais peu à peu il finit par se sentir attiré par cette femme et finalement Béatrice atteint son but sans que le monsignore se doute de quoi que ce soit.

## Fiche technique
- Titre original : Le bambole
- Réalisation : Mauro Bolognini (segment Monsignor Cupido), Luigi Comencini (segment Il Trattato di Eugenetica), Dino Risi (segment La Telefonata), Franco Rossi (segment La Minestra)
- Scénario : Rodolfo Sonego
- Musique : Armando Trovaioli (Trovajoli)
- Directeurs de la photographie : Ennio Guarnieri, Roberto Gerdi, Mario Montuori et Leonida Barboni
- Costumes : Piero Gherardi
- Genre : Comédie romantique
- Durée : 107 minutes
- Pays :  Italie
- Format : Noir et blanc
- Dates de sortie :
  - 27 janvier 1965 (Italie)
  - 7 juillet 1965 (France)
- Affiche : Boris Grinsson (France)

## Distribution
La telefonata
- Virna Lisi : Luisa
- Nino Manfredi : Giorgio
- Alicia Brandet : Armenia

La minestra
- Monica Vitti : Giovanna
- John Karlsen : Alfonso
- Orazio Orlando : Richetto
- Roberto De Simone : Peppe

Il trattato di eugenetica
- Elke Sommer : Ulla
- Piero Focaccia : Valerio
- Maurizio Arena : Massimo

Monsignor Cupido
- Gina Lollobrigida : Beatrice
- Jean Sorel : Vincenzo
- Akim Tamiroff : Monseigneur Arcudi